# Cynorta pichitana
Cynorta pichitana is een hooiwagen uit de familie Cosmetidae.